# 扭旋马先蒿
扭旋马先蒿（学名：Pedicularis torta）是列当科马先蒿属的植物，是中国的特有植物。分布于中国大陆的甘肃、湖北、四川等地，生长于海拔2,500米至4,000米的地区，常生长在草坡上，目前尚未由人工引种栽培。